# Whitbread Round the World Race 1973–74
Whitbread Round the World Race 1973–74, er den første udgave af Whitbread Round the World Race og startede fra Portsmouth, England den 8. september 1973. Sytten yachts i forskellige størrelser og rigge deltog. Under løbet blev tre sejlere fejet overbord og døde: Paul Waterhouse, Dominique Guillet og Bernie Hosking. Waterhouse og Guillet blev aldrig set igen.
Besætningen på den mexicanske yacht Sayula II, en helt ny Swan 65, vandt 9. april 1974 den samlede kapsejlads på 133 dage og 13 timer med ejer Ramón Carlin som skipper. Hendes faktiske tid var 152 dage.  I 2016 blev dette eventyr fortalt i en dokumentarfilm kaldet The Weekend Sailor.

## Etaper
| Etape | Start                     | slut                      | Etape vinder     | Skipper        |
| ----- | ------------------------- | ------------------------- | ---------------- | -------------- |
| 1     | Portsmouth, England       | Cape Town, Sydafrika      | Adventure        | Patrick Bryans |
| 2     | Cape Town, South Africa   | Sydney, Australien        | Pen Duick VI     | Éric Tabarly   |
| 3     | Sydney, Australien        | Rio de Janeiro, Brasilien | Great Britain II | Chay Blyth     |
| 4     | Rio de Janeiro, Brasilien | Portsmouth, England       | Sayula II        | Ramón Carlin   |